# Фома Кемпийский
Фома́ Кемпи́йский (Кемпи́ец, нем. Thomas von Kempen, нидерл. Thomas van Kempen; Томас Хемеркен; ок. 1379, Кемпен, Кёльнское курфюршество — 27 июля 1471, монастырь Виндесхайм близ Зволле) — немецкий католический монах, средневековый августинский регулярный каноник, переписчик, писатель и мистик, предполагаемый автор трактата «О подражании Христу» (написан не позже 1427 года), член духовного движения «Новое благочестие» и последователь Герта Грота и Флорентия, основателей течения «Братство общей жизни».

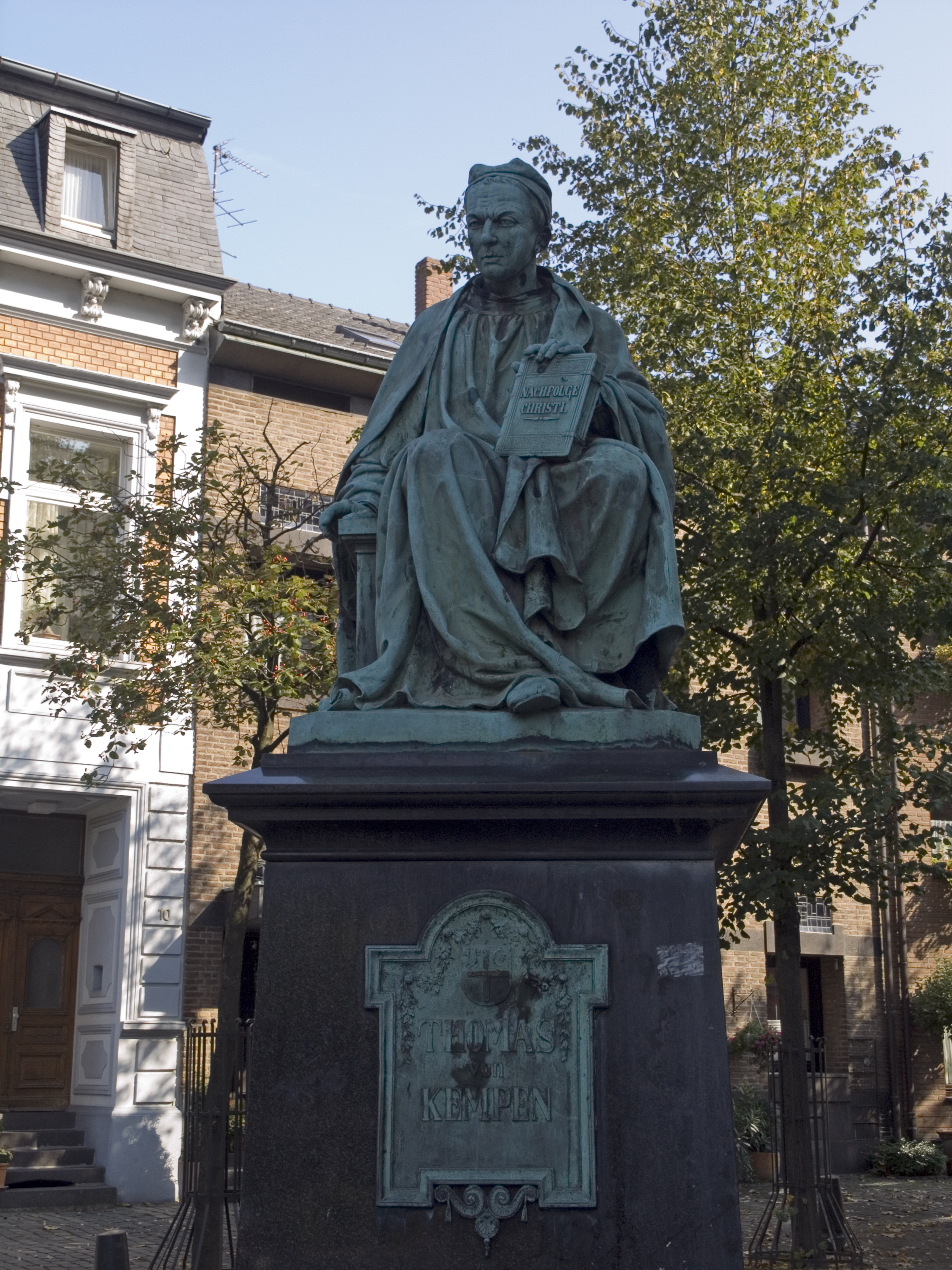
Памятник Фоме Кемпийскому в г. Кемпене (Северный Рейн-Вестфалия)

## Биография
Фома родился в Кемпене недалеко от Крефельда в Кёльнском курфюршестве в семье Яна и Гертруды Хемеркен в 1380 году. Фамилия относится к профессии отца, работавшего кузнецом, на северонижнефранкском диалекте hemerken — маленький молоток. Мать была учительницей.
В 1392 году Фома вслед за своим братом Яном поступает в школу в Девентере в Утрехтском епископстве. Он учился до 1399 года и вошёл в движение «Братство общей жизни», которое было продолжением движения «Новое благочестие» Герта Грота.
До 4 июня 2006 года его останки находились в часовне церкви Михаила Архангела в Зволле. Ныне местом упокоения Фомы Кемпийского является базилика Успения Пресвятой Богородицы в Зволле.
Сочинение «О подражании Христу» впервые издано в церковнославянском переводе Ореста Настурела на территории современной Румынии в 1647 году, также переведено на русский язык в конце XVII века белорусским философом Андреем Белобоцким.